# Киберкомандование Корпуса морской пехоты США
Киберкомандование Корпуса морской пехоты США (англ. Marine Corps Cyberspace Command, сокращенно MARFORCYBER) является функциональным подразделением Корпуса морской пехоты США и Киберкомандования США, предназначенным для защиты критически важной информационной инфраструктуры.
Включает в себя Командный центр, Центр компьютерной безопасности Корпуса морской пехоты (англ. Network Operations Security Center) и подразделение батальона криптографической службы (англ. Marine Corps Cryptologic Support Battalion), в общей сложности около 800 человек личного состава.